# لیورمر فلز (مین)
لیورمر فلز(به انگلیسی: Livermore Falls) شهری در ایالت مین کشور ایالات متحده آمریکا است که جمعیت آن در سرشماری سال ۲۰۱۰ میلادی، ۱٬۵۹۴ نفر بوده‌است.

## نگارخانه

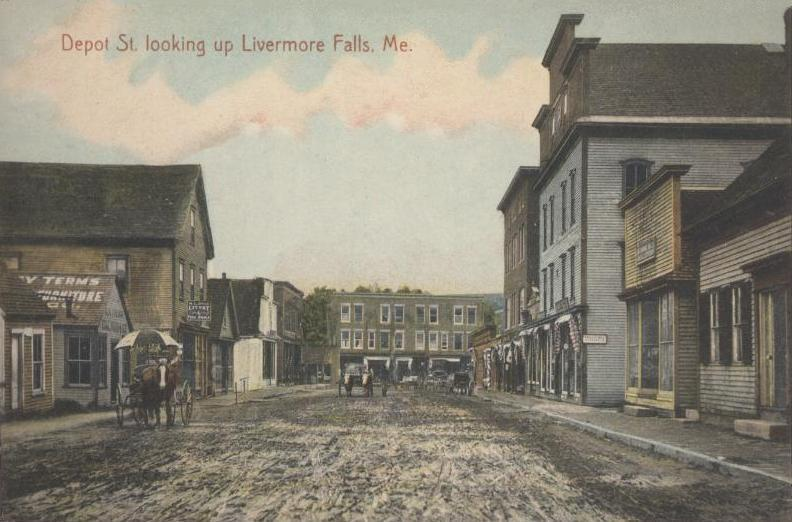
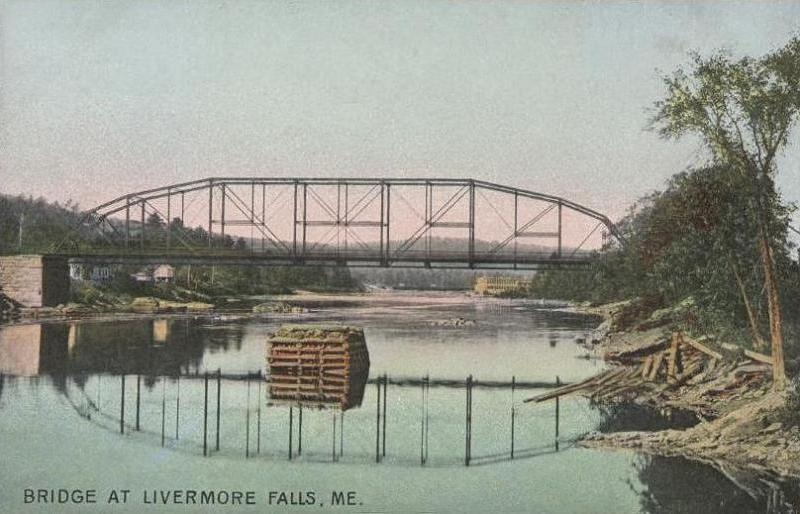
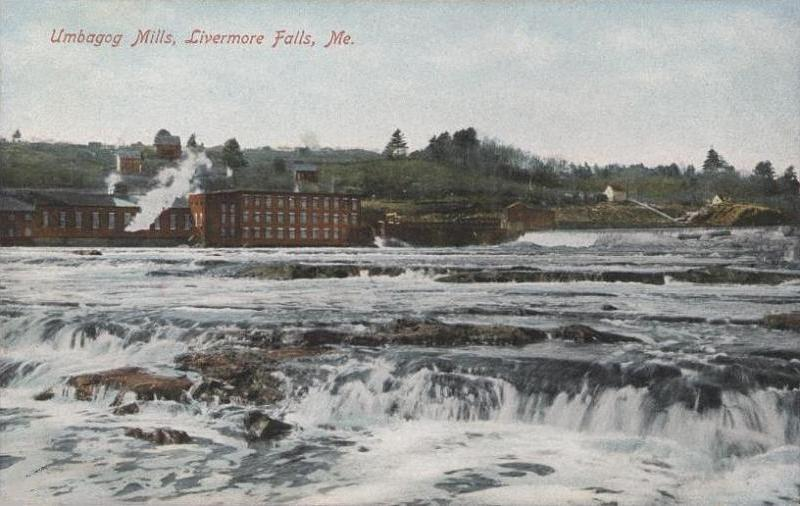